# RAG FAIR

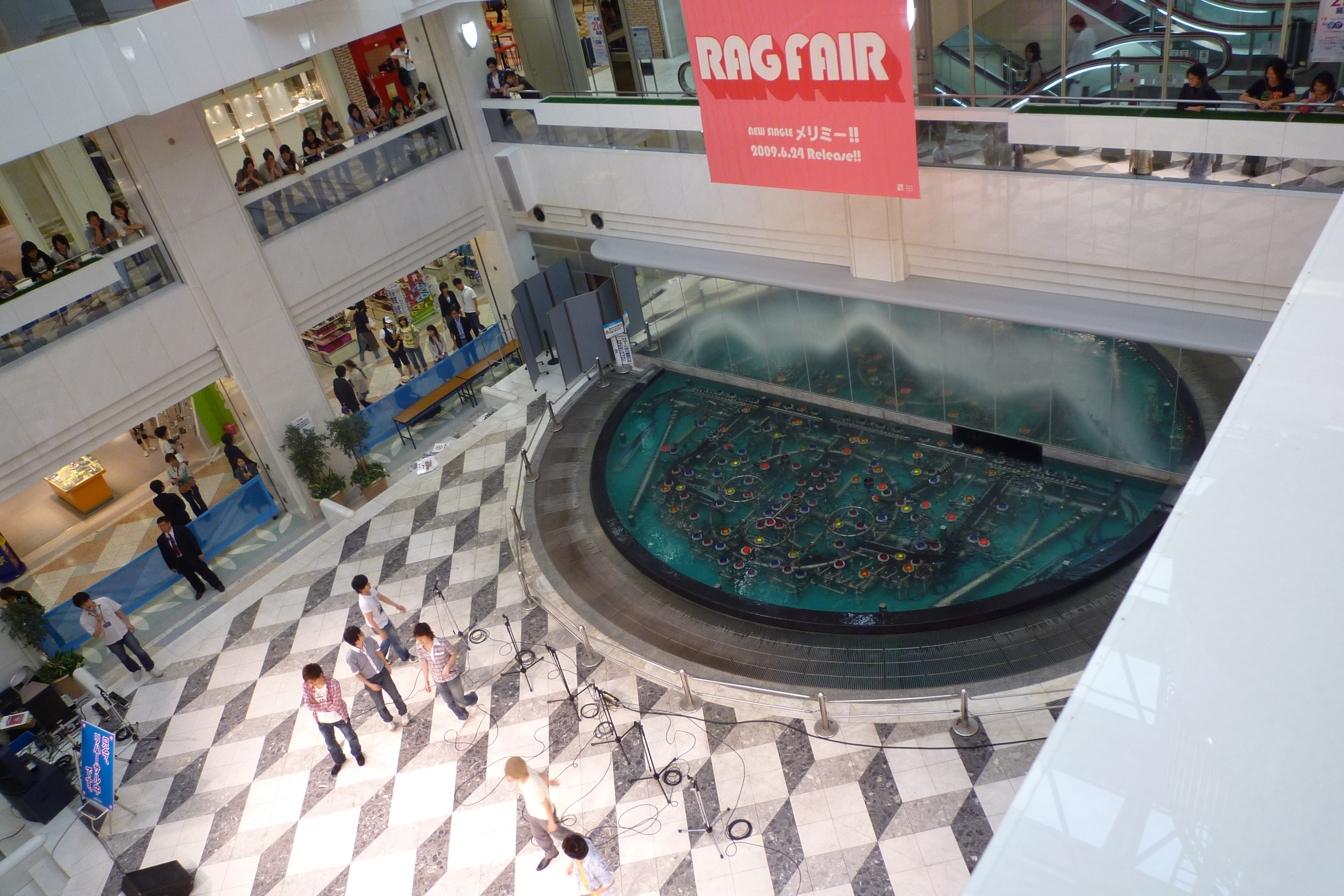

RAG FAIR(라그페어)는 일본의 남성 아카펠라 그룹이다. 약칭하여 RAG로 주로 표기한다.

## 약력
1997년에 사이타마대학에서 아카펠라 서클 ‘초콜렛츠(chocoletz)’가 결성되었고, 이를 모체로 하여 1999년에 RAG FAIR가 결성된다. 당시에는 우라와역이나 오미야 역, 무사시우라와역 등지에서 거리공연을 전개했다. 2001년 12월 19일에는 미니 앨범 《I RAG YOU》를 통해 메이저로 데뷔했다.
2002년에 두 번째 싱글 〈사랑의 마일리지〉(恋のマイレージ)와 세 번째 싱글 〈She 사이드 스토리〉(She サイド ストーリー)를 동시 발매하자 오리콘 주간 차트에서 첫 등장 1위와 2위를 차지한다. 2002년에는 또한 홍백가합전에 첫 출연하게 된다. 2005년 12월에는 첫 일본 무도관 공연 《RAG FAIR“스트리트 라이브 in 무도관”》을 개최했다.

## 멤버
- 쓰치야 레오(土屋 礼央, 1976년 9월 1일 - ): 리드 테너

도쿄도 출신 / 고쿠분지 고등 학교 졸업
- 히키치 요스케(引地 洋輔, 1978년 3월 20일 - ) : 바리톤 (리더)

후쿠시마현 출신 / 사이타마 대학 졸업
- 아라이 겐이치(荒井 健一, 1979년 2월 12일 - ): 테너

사이타마현 출신 / 와세다 대학 중퇴
- 가토 요시유키(加藤 慶之, 1978년 2월 27일 - ): 하이 테너

도쿄 도 출신 / 사이타마 대학 졸업
- 가노 다카마사(加納 孝政, 1976년 9월 10일 - ): 베이스

사이타마 현 출신 / 사이타마 대학 졸업
- 오쿠무라 마사요시(奥村 政佳, 1978년 3월 30일 - ): 보이스 퍼커션

오사카부 출신 / 쓰쿠바 대학 졸업

## 음반

### 싱글
| 타이틀                              | 의미                                 | 발매일           |
| ----------------------------------- | ------------------------------------ | ---------------- |
| ラブラブなカップル フリフリでチュー | 러브러브 커플 흔들흔들 츄            | 2002년 3월 21일  |
| 恋のマイレージ                      | 사랑의 마일리지                      | 2002년 6월 19일  |
| She サイド ストーリー               | She 사이드 스토리                    | 2002년 6월 19일  |
| あさってはSunday                    | 모레는 일요일                        | 2002년 10월 23일 |
| 空がきれい                          | 하늘이 맑다                          | 2003년 1월 6일   |
| 七転び八起き                        | 칠전팔기                             | 2003년 6월 18일  |
| 白い天使が降りてくる                | 흰 천사가 내려온다                   | 2003년 11월 12일 |
| Old Fashioned Love Song             | Old Fashioned Love Song              | 2004년 4월 21일  |
| HANA                                | 꽃                                   | 2004년 6월 30일  |
| 君でなければ                        | 그대가 아니면                        | 2004년 9월 8일   |
| ハレルヤ                            | 할렐루야                             | 2005년 2월 23일  |
| Summer Smile                        | 여름의 미소                          | 2005년 7월 13일  |
| 降りそうな幾億の星の夜              | 떨어질 것 같은 몇 억 개의 별의 밤    | 2006년 6월 14일  |
| 君のために僕が盾になろう            | 내가 널 위해 방패가 되어 줄께        | 2006년 9월 20일  |
| 夏風便り/ココロ予報                 | 여름바람 소식/마음 예보              | 2007년 4월 18일  |
| 赤い糸/LIVEラリー                   | 인연의 끈(직역: 붉은 실)/라이브 랠리 | 2007년 10월 3일  |
| 早春ラプソディ                      | 초봄 랩소디                          | 2008년 1월 9일   |
| Good Good Day!/Let'sハーモニー      | Good Good Day!/Let's 하모니          | 2008년 10월 15일 |
| メリミー!!                          | Marry Me!!                           | 2009년 6월 24일  |

### 앨범
- I RAG YOU (2001년 12월 19일)
- AIR (2003년 1월 22일)
- PON (2003년 7월 2일)
- CIRCLE (2004년 9월 8일)
- RAGッ STORY (2005년 11월 9일)
- オクリモノ (2006년 10월 4일)
- カラーズ (2008년 1월 30일)
- Magical Music Train (2009년 8월 26일)

### DVD
- RAG☆V“ふり～ふり～ライブでチュウ” (2002년 4월 24일)
- VTRag-1 (2003년 4월 9일)
- Live"RAG F" (2003년 7월 30일)
- おまたせ!!ラグ定食 (2004년 7월 28일)
- RAG FAIR　TOUR 2004　Live"CIRCLE" (2005년 2월 23일)
- VTRag-2 (2005년 7월 13일)
- ドキュメント"the WAVE"～ストリートライブ! in 武道館 (2006년 3월 29일)
- TOUR“オクリモノ” (2007년 4월 18일)
- VTRag-3 (2008년 1월 30일)
- TOUR '08 HALL Rally ～カラーズ～ (2008년 10월 15일)
- Magical Music Tour 2009 (2010년 2월 24일)